# Бекжанов, Даурен Кунанбаевич
Бекжанов, Даурен Кунанбаевич (18 июля 1968, Омск, РСФСР) — представитель командования КНБ Республики Казахстан, полковник, начальник Регионального управления «Шығыс» Пограничной Службы Республики Казахстан (с 2014).

## Биография
Родился 18 июля 1968 года в городе Омск.
В 1989 году окончил Омское высшее общевойсковое командное училище им. Фрунзе.
В 2000 году - Академию Федеральной пограничной службы РФ.
Офицерскую службу проходил на должностях командира мотострелкового взвода, заместителя начальника, начальника отделения пограничного контроля, начальника отдельного контрольно-пропускного пункта, заместитель начальника Регионального управления, заместителя начальника Регионального управления
С марта 2014 - Начальник Регионального управления «Шығыс» Пограничной службы КНБ Республики Казахстан.

## Награды
- Медаль «10 лет независимости Республики Казахстан» (2001)
- Медаль «20 лет независимости Республики Казахстан» (2011)
- Медаль «10 лет Конституции Республики Казахстан»
- Медаль «20 лет Конституции Республики Казахстан» (2015)[1]
- Медаль «За отличие в охране Государственной границы»
- Медаль «За укрепление границ государств-участников СНГ»
- Медали за выслугу лет